# Peromyscus boylii
Espèce
Statut de conservation UICN

 LC  : Préoccupation mineure
Peromyscus boylii est une espèce de rongeurs de la famille des Cricétidés vivant en Amérique du Nord. Cette espèce existe depuis au moins 35 000 ans, date des fossiles les plus anciens retrouvés.

## Description
C'est un rongeur d'une taille moyenne (entre 8,6 et 10,5 cm), avec des petites oreilles et une longue queue pratiquement dépourvue de poils qui mesure entre 8,8 et 11,5 cm. La fourrure de cet animal est marron clair avec la zone ventrale grise. Son aspect est très similaire à d'autres espèces de souris nord-américaines. 

## Répartition et habitat
On le trouve aux États-Unis et au Mexique. Les habitats varient des déserts aux forêts de montagnes, mais restreint aux zones contenant des affleurements, des rochers et des arbres morts. Il vit généralement au-dessus de 2 000 m d'altitude. 

## Alimentation
Cette espèce se nourrit principalement de feuilles d'arbustes et de fruits.